# Berlin SO 36

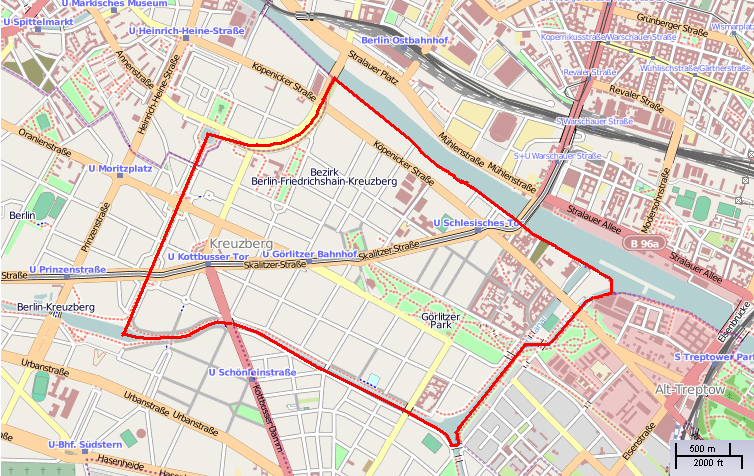
Karte von SO 36 (aus OpenStreetMap)

Berlin SO 36 (kurz SO 36 oder nur 36, auch Kreuzberg 36) ist die alte Bezeichnung des Berliner Postzustellbezirks Südost 36. Sie wird bis heute als landläufiger Name für den nordöstlichen Teil des Berliner Ortsteils Kreuzberg verwendet. Die Ortslage ist durch vielfältige, historische gewachsene siedlungssoziologische Sonderentwicklungen geprägt und galt nach dem Zweiten Weltkrieg lange als „Problemkiez“.

## Zustellbezirk und Postämter

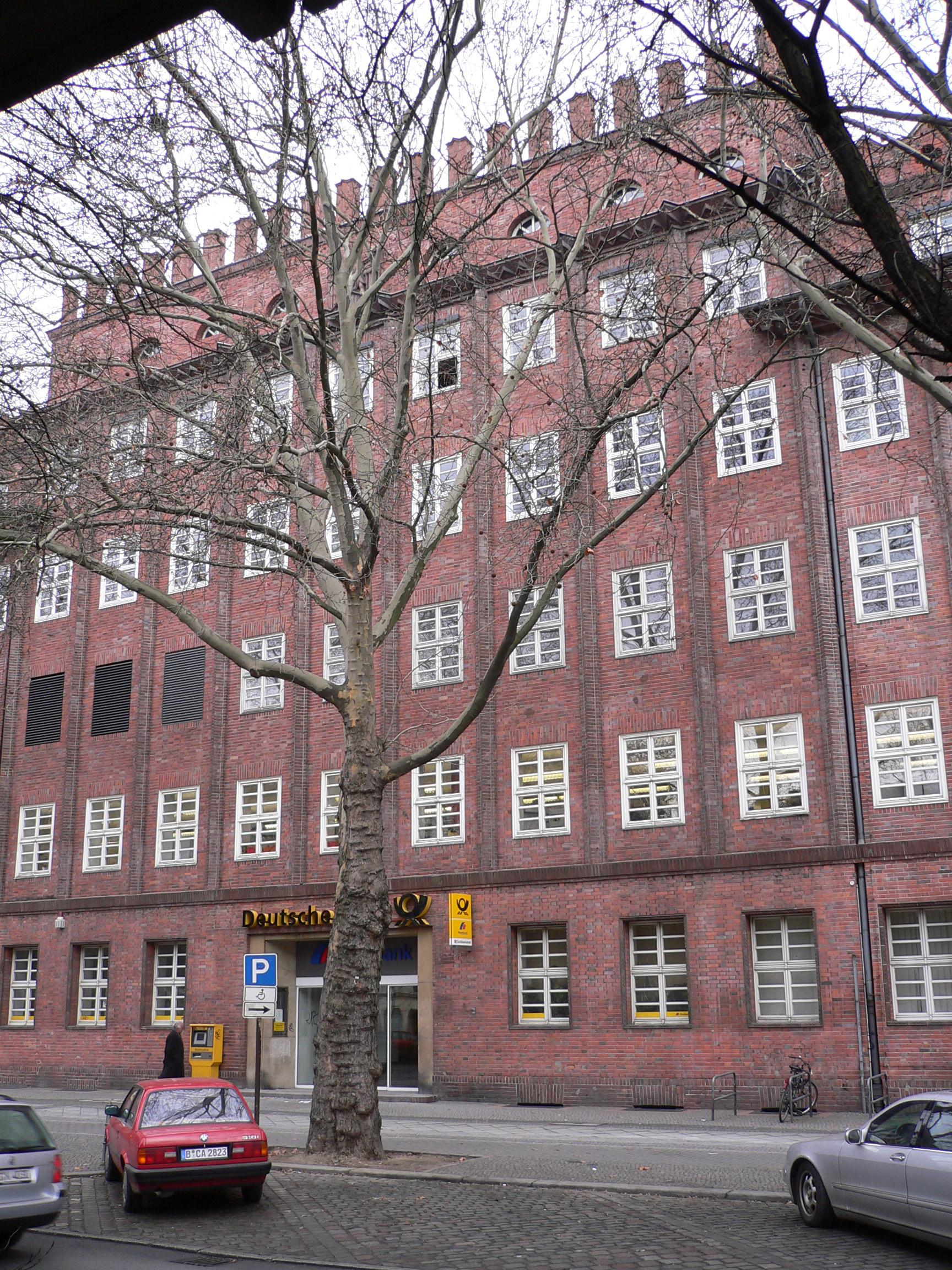
Postamt SO 36, 2005

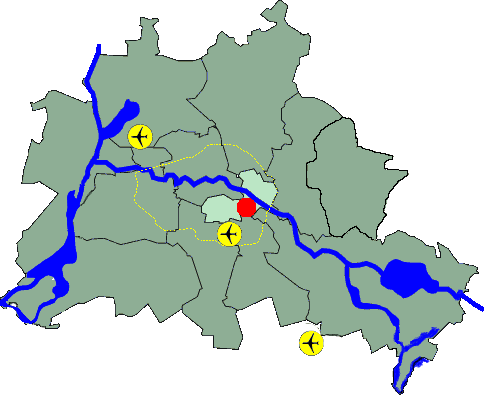
Lage Kreuzberg SO 36 in Berlin

Die Postexpedition 36 wurde am 30. Dezember 1867 am Görlitzer Bahnhof eingerichtet. Am 1. Juli 1875 erfolgte die Umbenennung des Postbezirks, der neben dem Kreuzberger Teil noch einen Teil von Mitte und Alt-Treptow umfasste, in S.O. 36. Das Zustellpostamt wurde in der Zwischenkriegszeit in das 1927 fertiggestellte neue Postgebäude in der Skalitzer Str. 86–92 verlegt. Der denkmalgeschützte Bau im Stil des Backsteinexpressionismus befindet sich in der Skalitzer Straße zwischen den U-Bahnhöfen Görlitzer Bahnhof und Schlesisches Tor. Außerdem gab es bereits vor dem Ersten Weltkrieg eine bis Ende der 1950er Jahre bestehende Filiale in der Wiener Straße. Das Postamt im Görlitzer Bahnhof stellte seine Tätigkeit 1945 in der Schlacht um Berlin ein. Mittlerweile ist auch das Postamt in der Skalitzer Straße geschlossen.
Nach Einführung der bis zu vierstelligen Postleitzahlen in der Bundesrepublik Deutschland und West-Berlin im Jahr 1962 und bis zur Einführung der fünfstelligen Postleitzahlen im wiedervereinigten Deutschland 1993 hatte der Westberliner Teil des ehemaligen Postbezirks SO 36 die Anschrift „1 Berlin 36“ bzw. ab den 1970er Jahren „1000 Berlin 36“. Der andere Teil von Kreuzberg wurde mit „1000 Berlin 61“ nummeriert. Seit 1993 führt das ehemalige Berlin 36 die Postleitzahlen 10997 und 10999, während das ehemalige Kreuzberg 61 an den Zahlen 10961 bis 10969 zu erkennen ist.

## Hintergründe und Geschichte

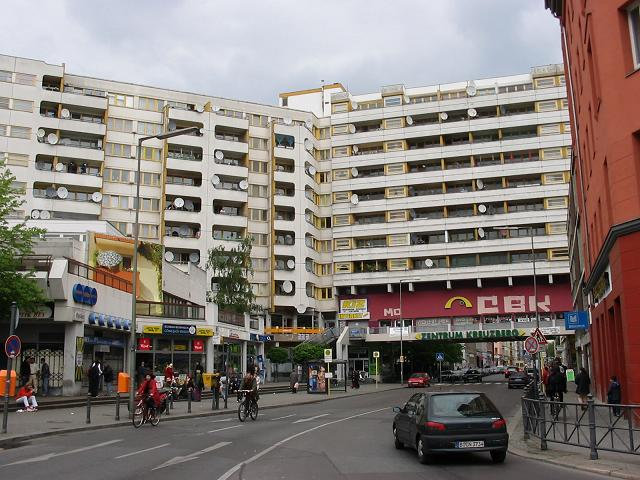
Straßenbild am Kottbusser Tor, Neues Zentrum Kreuzberg

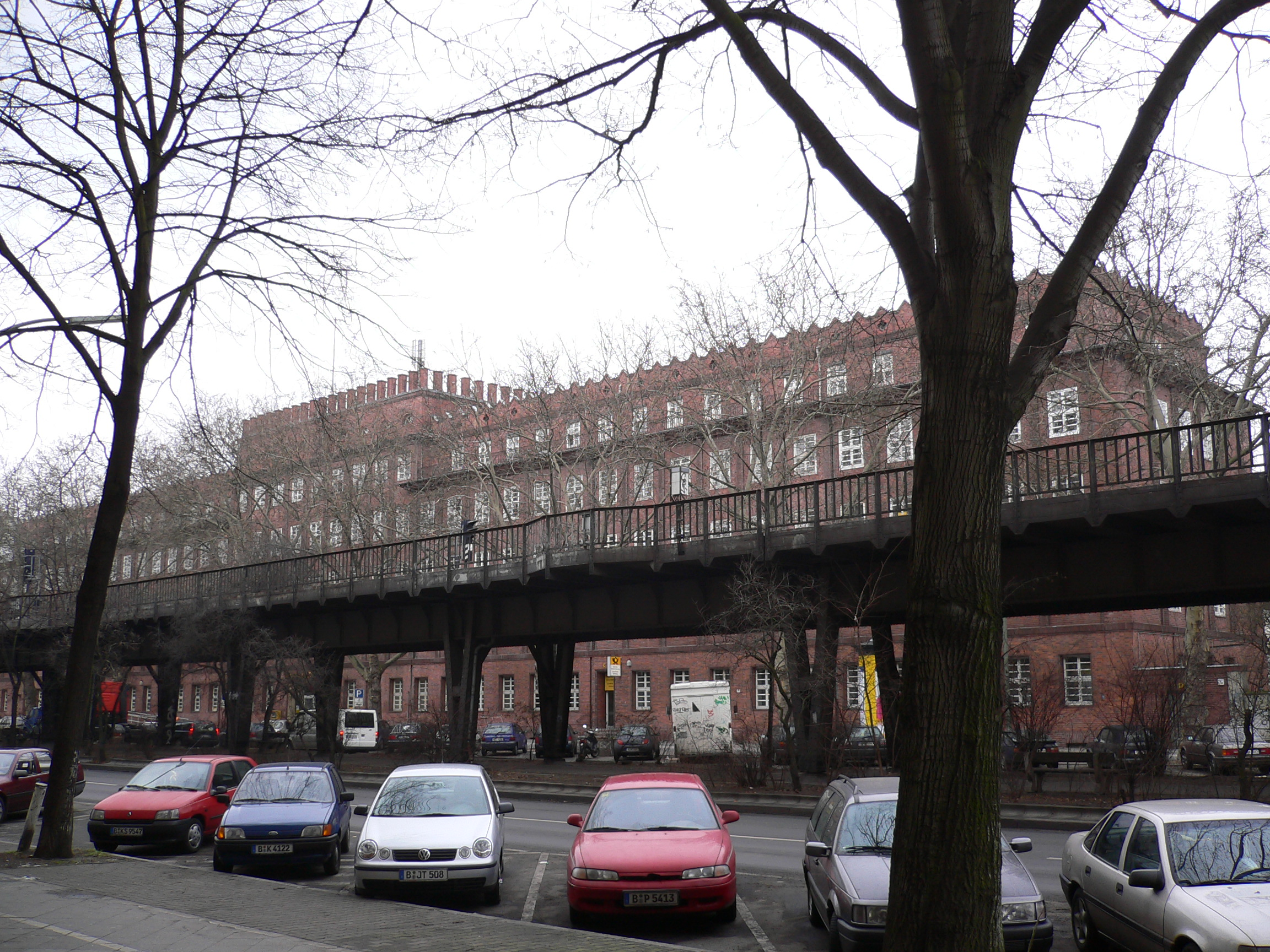
Postamt in der Skalitzer Straße in Kreuzberg

SO 36 bezeichnet auch heute noch im Sprachgebrauch diesen kleineren Teil Kreuzbergs, der als Ortslage im Westen vom inzwischen zugeschütteten Luisenstädtischen Kanal und im Süden vom Landwehrkanal begrenzt wird.
Beide Teile Kreuzbergs untergliedern sich traditionsgemäß in mehrere Kieze. SO 36 gilt als ärmer, und man kann von einem kulturellen Unterschied zu SW 61 sprechen, das insgesamt bürgerlicher ist („36 brennt, 61 pennt“). Entsprechend war seit Ende der 1980er Jahre bei den jährlichen Ausschreitungen am 1. Mai hauptsächlich SO 36 Schauplatz von Straßenschlachten.
Von 1961 bis 1990 wurde SO 36 durch die Berliner Mauer von den damaligen Stadtbezirken Mitte, Friedrichshain und Treptow in Ost-Berlin getrennt. An der Oberbaumbrücke befand sich eine Grenzübergangsstelle. Durch die Mauer entwickelte sich hier eine gewisse Idylle – die Mauer begrenzte SO 36 im Norden, im Osten floss die Spree, im Süden lag der Landwehrkanal. In der Zeit von 1966 bis 1977 war es offizielle Berliner Stadtplanung, SO 36 großflächig abzureißen, um Platz für eine neue Autobahntrasse zu schaffen. Infolgedessen wurden viele Häuser entmietet und dem Verfall preisgegeben; zugleich wurde gerne an Gastarbeiter vermietet, von denen man annahm, dass sie sich nur vorübergehend im Land aufhalten, es also bis zum Beginn des Autobahnbaus wieder verlassen haben würden.
Der Niedergang des Viertels zog allgemein einkommensschwache Bevölkerungsgruppen an – Erwerbslose, Studenten und Künstler. Dies ließ eine soziale Mischung entstehen, die bis heute prägend für den Stadtteil ist. Nach den Studentenprotesten 1968 wurde SO 36  – auch aufgrund seiner grenznahen Randlage – zunehmend das Zentrum der Alternativszene und Schauplatz von Hausbesetzungen. So kam es hier am 12. Dezember 1980 in der „Schlacht am Fraenkelufer“ zu den ersten schweren Straßenschlachten zwischen Hausbesetzern und der Polizei. Der Zustellbezirk gab dem Club SO36 seinen Namen.
Die Zuwanderung aus dem In- und Ausland hat den Ortsteil seit Beginn der 1960er Jahre stark verändert. Für Leute aus den alten Bundesländern mit unbürgerlichen Lebensvorstellungen und alternativen politischen Positionen war Kreuzberg in der Zeit der Teilung ein beliebter Zufluchtsort. Die Alternativszene prägte und prägt bis heute die Kultur des Quartiers ebenso wie die Migranten, überwiegend türkischer Herkunft.
Heute gilt SO 36 als sozialer Brennpunkt. Die Kriminalität steigt. Die Arbeitslosigkeit ist hoch. Am Kottbusser Tor hat sich seit Jahrzehnten eine größere Drogenszene etabliert. Auch der Görlitzer Park ist geprägt vom Drogenhandel.
Zugleich zählt das Viertel inzwischen zu den Berliner Ausgehbezirken und beheimatet viele Studenten. Zu den wichtigsten Adressen im Nachtleben von Kreuzberg 36 zählen die Oranienstraße und die Wiener Straße sowie die Gegend um das Schlesische Tor (der sogenannte „Wrangelkiez“). Lange Abschnitte der Oranienstraße sind von Lokalen für junge Touristen dominiert. Gleichzeitig ist der Bezirk auch ein Paradebeispiel für Gentrifizierungsprozesse. Vor allem in denjenigen Teilen, die sanierte Altbauten aufweisen, haben sich Cafés, Restaurants, Kunstgalerien und Start-ups etabliert. Oft existieren Reichtum und Armut unmittelbar nebeneinander. Die Immobilienpreise sind sprunghaft angestiegen und viele alteingesessene Kreuzberger mussten im Zuge der durch ausländische Investoren gestiegenen Mieten aus Kreuzberg wegziehen.